# Vall d'Estós
| Aquesta pàgina està escrita en benasquès. |

La vall d'Estós ie una de les valls secundàries que n'ixen lateralment (dan sentiu norte-nortueste) de la vall de Benás, recorrent-la el riu Estós, que ie afluient de l'Éssera. Ie a dintre del Parque Natural de Pocets-Maladeta.
La vall d'Estós se recórre per una pista habilitada especialment pal turismo que fa 6 quilòmetres, des de l'entrada a la vall al cubilar d'Estós, a 1895 metres d'altura, en salvant una diferència d'altura de set-cents metres.

## Acceso

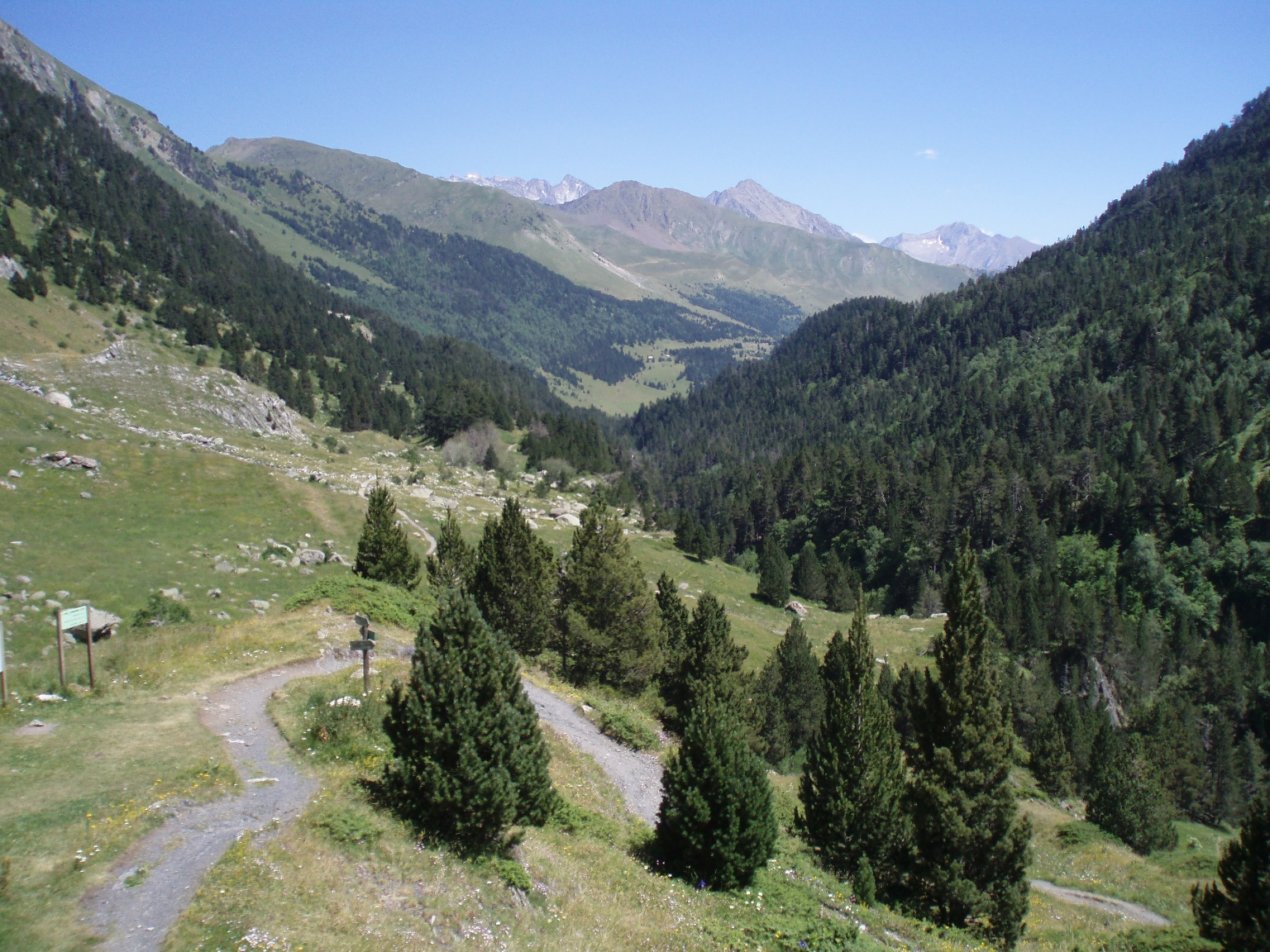
Vall d'Estós

Per arribar-ie ie recomendau caminar, sortint de Benás (1140 metres) per la carretera o també pel camín dels sacs. El camín ens porta pel pont que cruce l'Éssera, a poquets metres dimpués se dreta enta la central hidroelèctrica de la Ruda, agon hi hei un pont que cruce altra vegada enta ponent. Ie per esta arresa que s'agafa un camín per on d'antes hi passaven els bestiars i quan se seguixe prou mos trobem al costat del càmping Aneto i del pont i l'ermita de sant Txaime i, una mica mài amunt, hi ha el cubilar d'Estós. Hi som arribats.